# Жабки
Жабки (лат. Pelophryne) — род бесхвостых земноводных из семейства жаб.

## Классификация
На февраль 2023 года в род включают 13 видов:
- Pelophryne albotaeniata Barbour, 1938 — Желтогорлая жабка
- Pelophryne api Dring, 1983 — Карстовая жабка
- Pelophryne brevipes (Peters, 1867) — Желтогубая жабка
- Pelophryne guentheri (Boulenger, 1882) — Жабка Гюнтера
- Pelophryne ingeri Matsui, 2019
- Pelophryne lighti (Taylor, 1920) — Филиппинская жабка
- Pelophryne linanitensis Das, 2008
- Pelophryne misera (Mocquard, 1890) — Пятнистогорлая жабка
- Pelophryne murudensis Das, 2008
- Pelophryne penrissenensis Matsui at al., 2017
- Pelophryne rhopophilia Inger & Stuebing, 1996
- Pelophryne saravacensis Inger & Stuebing, 2009
- Pelophryne signata (Boulenger, 1895)